# Zalewo (Miłomłyn)
Pour les articles homonymes, voir Zalewo (homonymie).
Zalewo est un village polonais de la voïvodie de Varmie-Mazurie, dans le powiat d'Ostróda.